# نيوكاسل أبون تاين
نيوكاسل أبون تاين (بالإنجليزية: Newcastle-upon-Tyne)‏ هي مدينة تقع في شمال شرق إنجلترا. يبلغ عدد سكانها 279,100 نسمة بحسب إحصاءات عام 2011.
تقع في شمال شرق إنجلترا بالقرب من البحر، تتميز بكبر سوقها، إضافة إلى المعالم التاريخية التي تعود بعضها إلى ما قبل الميلاد. يوجد فيها العديد من آثار الرومان الذين استوطنوها قبل ألفين عام.
تتميز المدينة بالحياة الليلة بعكس مدن إنجلترا، حيث فازت بلقب أفضل مدينة ليلية، متفوقة في ذلك على كل من نيويورك، ولاس فيغاس، وأمستردام وباريس وغيرهم.
شعب نيوكاسل شعب مضياف ويحسن استقبال السياح والطلبة الدارسين والذين يمثلون حوالي الـ70,000 نسمة، ويلقب سكانها بالجورديس وسبب تسميتهم بهذا الاسم يرجع للقرن الثامن عشر، عندما ناصروا أهالي نيوكاسل الملك جورج بعكس أهل شمال إنجلترا الذين ناصروا ملك سكوتلاند، ومن الاسم جورج أخذ الاسم جوردي، وينظر لهم عاده الشعب الإنجليزي على أنهم أناس دون المستوى.
يتميز أهل المدينة الأصليين باللهجة الجوردية، وهي لهجة يصعب على الإنجليز فهمها نظراً لما فيها من مصطلحات ليست في القواميس الإنجليزية، عندما تأتي لنيوكاسل عادة ما ترى ملصوقات ظريفة على السيارات «لا تصدم بي، أنا جوردي».
توجد في المدينة جامعتين، جامعة نيوكاسل، وجامعة نورثمبريا، وكلتاهما يتعبران من أفضل الجامعات في المملكة المتحدة، ويوجد أيضاً بها كلية نيوكاسل، وكانت من أفضل كليات بريطانيا، لكن كثرت استقبال الطلاب الأجانب والاعتماد على الكم وليس الكيف جعلها كلية غير مرغوبة بها من قبل الجهات الرسمية في بريطانيا، كما تم إيقاف القبول عليها لفترة من الزمن من قبل السفارة السعودية.
تقع المدينة على نهر التين ويفصل هذا النهر بين مدينة نيوكاسل ومدينة جاتسهد. يوجد فيها الكثير من العرب المسلمين وخصوصا من المملكة العربية السعودية وليبيا كطلاب بعثات وأيضا عدد كبير من الفلسطينيين المستقرين فيها.

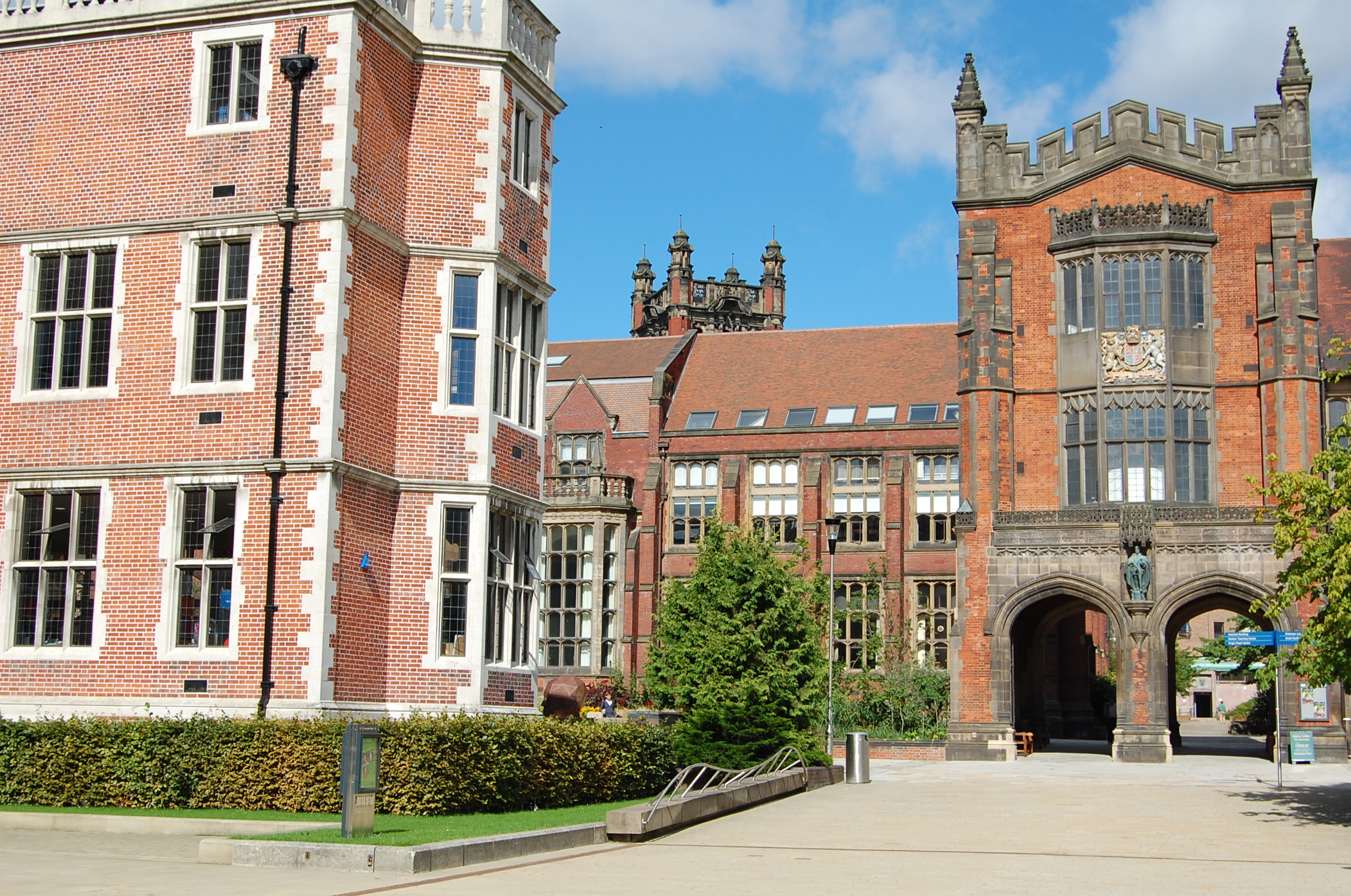
حرم جامعة نيوكاسل
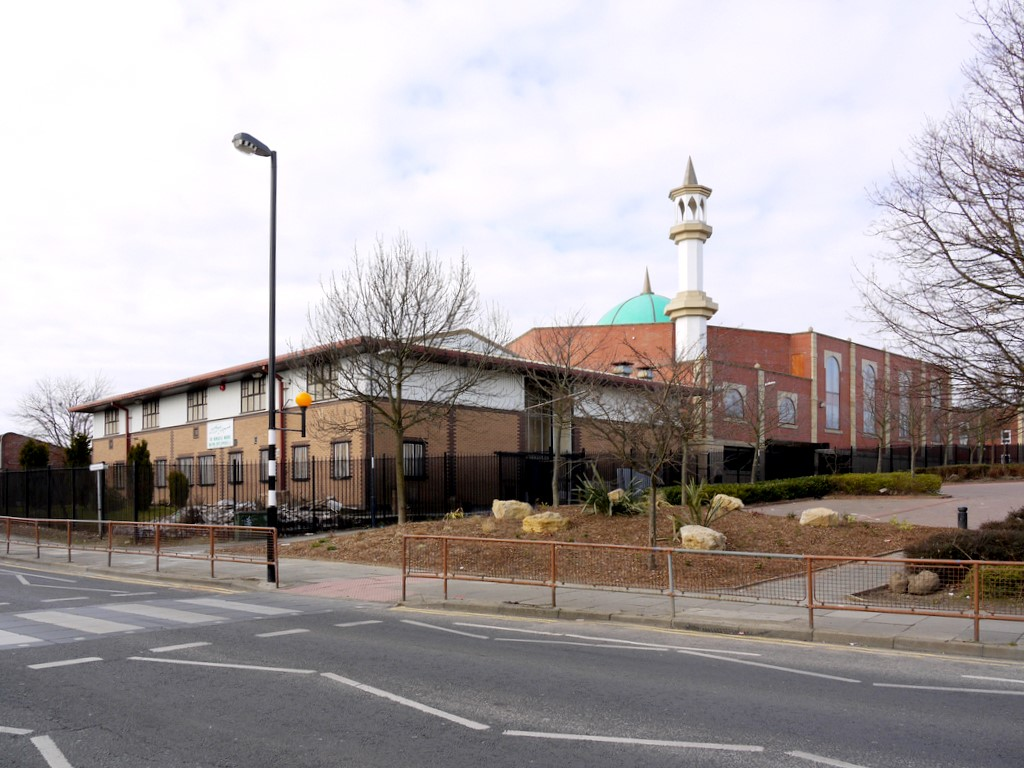
مسجد بلال (نيوكاسل)

## أعلام
- ألباني هانكوك عالم تاريخ طبيعي وعالم أحياء (ولد في 24 ديسمبر 1806 وتوفي عام 1873).